# آرثر ليونارد
آرثر ليونارد (بالإنجليزية: Arthur Leonard)‏ هو لاعب كرة قدم بريطاني (وحمل سابقاً جنسية المملكة المتحدة لبريطانيا العظمى وأيرلندا) في مركز الهجوم، ولد في 1874 في ليستر في المملكة المتحدة، وتوفي في 1921. لعب مع برمنغهام سيتي وستوك سيتي وغلينتوران وليستر سيتي ونادي بليموث أرجايل ونادي ريدنغ ونادي ليتون أورينت وSt Bernard's F.C. ‏ وRushden Town F.C. ‏ وSheppey United F.C. ‏.